# Collegio elettorale di Castelfranco
Il collegio elettorale di Castelfranco è stato un collegio elettorale uninominale del Regno di Sardegna per l'elezione della Camera dei deputati.

## Storia
Il collegio uninominale venne istituito nel gennaio 1860 insieme ad altri 70 collegi uninominali in Emilia.

## Dati elettorali
Nel collegio si svolsero votazioni solo per la VII legislatura. In seguito fu compreso nel collegio elettorale di San Giovanni in Persiceto.

### VII legislatura
Le votazioni si svolsero in 387 collegi uninominali a doppio turno. Come previsto dalla legge elettorale del 20 novembre 1859, era eletto al primo turno il candidato che «riunisce in suo favore più del terzo dei voti del total numero dei membri componenti il collegio e più della metà dei suffragi dati dai votanti presenti all'adunanza» (art. 91). Se nessun candidato era eletto, al ballottaggio tra i due candidati con più voti era eletto chi otteneva il maggior numero di voti (art. 92) o, in caso di ugual numero di voti, il maggiore d'età (art. 93).
Il collegio elettorale di Castelfranco aveva 398 elettori iscritti.
| Partito                            | Partito                            | Candidato                          | Primo turno 25 marzo 1860 | Primo turno 25 marzo 1860 | Ballottaggio 29 marzo 1860 | Ballottaggio 29 marzo 1860 |
| Partito                            | Partito                            | Candidato                          | Voti                      | %                         | Voti                       | %                          |
| ---------------------------------- | ---------------------------------- | ---------------------------------- | ------------------------- | ------------------------- | -------------------------- | -------------------------- |
|                                    | —                                  | Camillo Fontanelli                 | 118                       | 77,63                     | 184                        | 84,79                      |
|                                    | —                                  | Ludovico Bosellini                 | 34                        | 22,37                     | 33                         | 15,21                      |
|                                    |                                    |                                    |                           |                           |                            |                            |
| Iscritti                           | Iscritti                           | Iscritti                           | 385                       | 100,00                    | 385                        | 100,00                     |
| ↳ Votanti (% su iscritti)          | ↳ Votanti (% su iscritti)          | ↳ Votanti (% su iscritti)          | 170                       | 44,16                     | 223                        | 57,92                      |
| ↳ Voti validi (% su votanti)       | ↳ Voti validi (% su votanti)       | ↳ Voti validi (% su votanti)       | 152                       | 89,41                     | 217                        | 97,31                      |
| ↳ Schede non valide (% su votanti) | ↳ Schede non valide (% su votanti) | ↳ Schede non valide (% su votanti) | 18                        | 10,59                     | 6                          | 2,69                       |
| ↳ Astenuti (% su iscritti)         | ↳ Astenuti (% su iscritti)         | ↳ Astenuti (% su iscritti)         | 215                       | 55,84                     | 162                        | 42,08                      |